# Громадська книжкова шафа

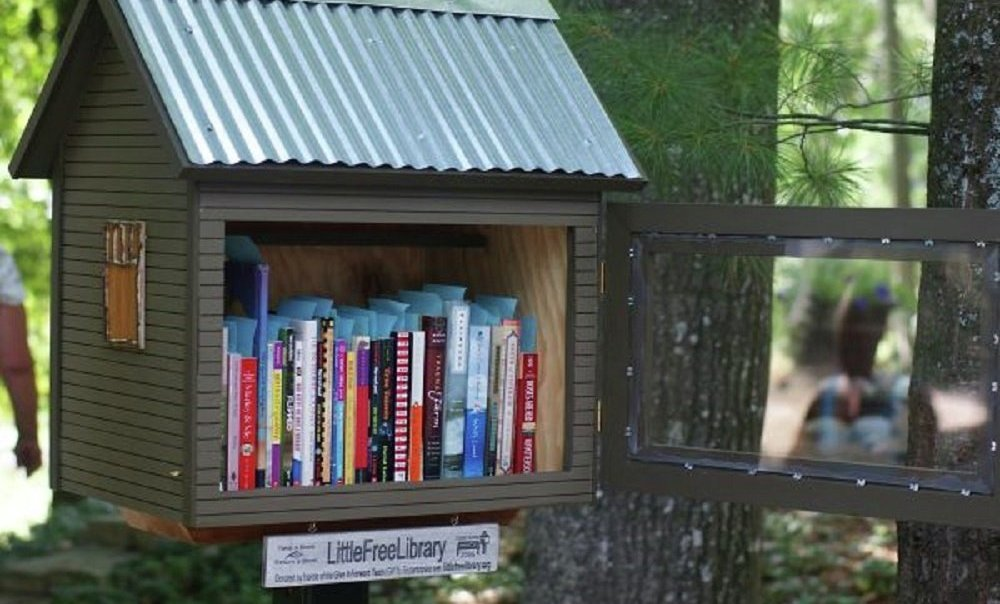
Громадська книжкова шафа

Громадська книжкова шафа — місце на вулиці, де зберігаються книжки, вільні для кожного. Людина може взяти книгу, прочитати, та покласти назад, чи докласти свою книгу. Використовується, переважно, буккроссингерами, для «звільнення» книг.

## Історія
Перша постійна шафа з'явилась у німецькому «місті наук» Дармштадті в 1996 році завдяки студенту Ніколасу Мюллеру. Згодом, така шафа з'явилась в Ганновері.

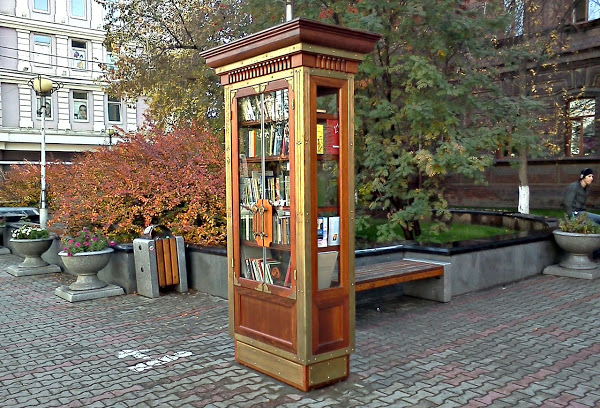
Книжкова шафа

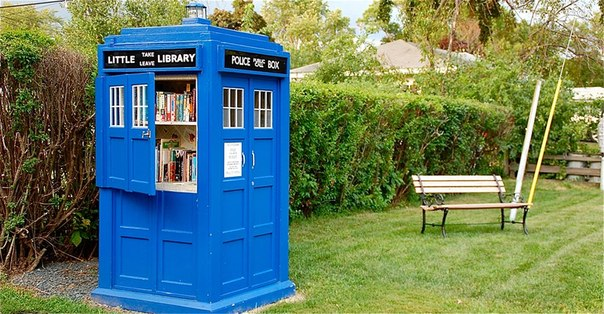
Книжкова шафа у вигляді Тардіс